# Kura Hulanda Museum

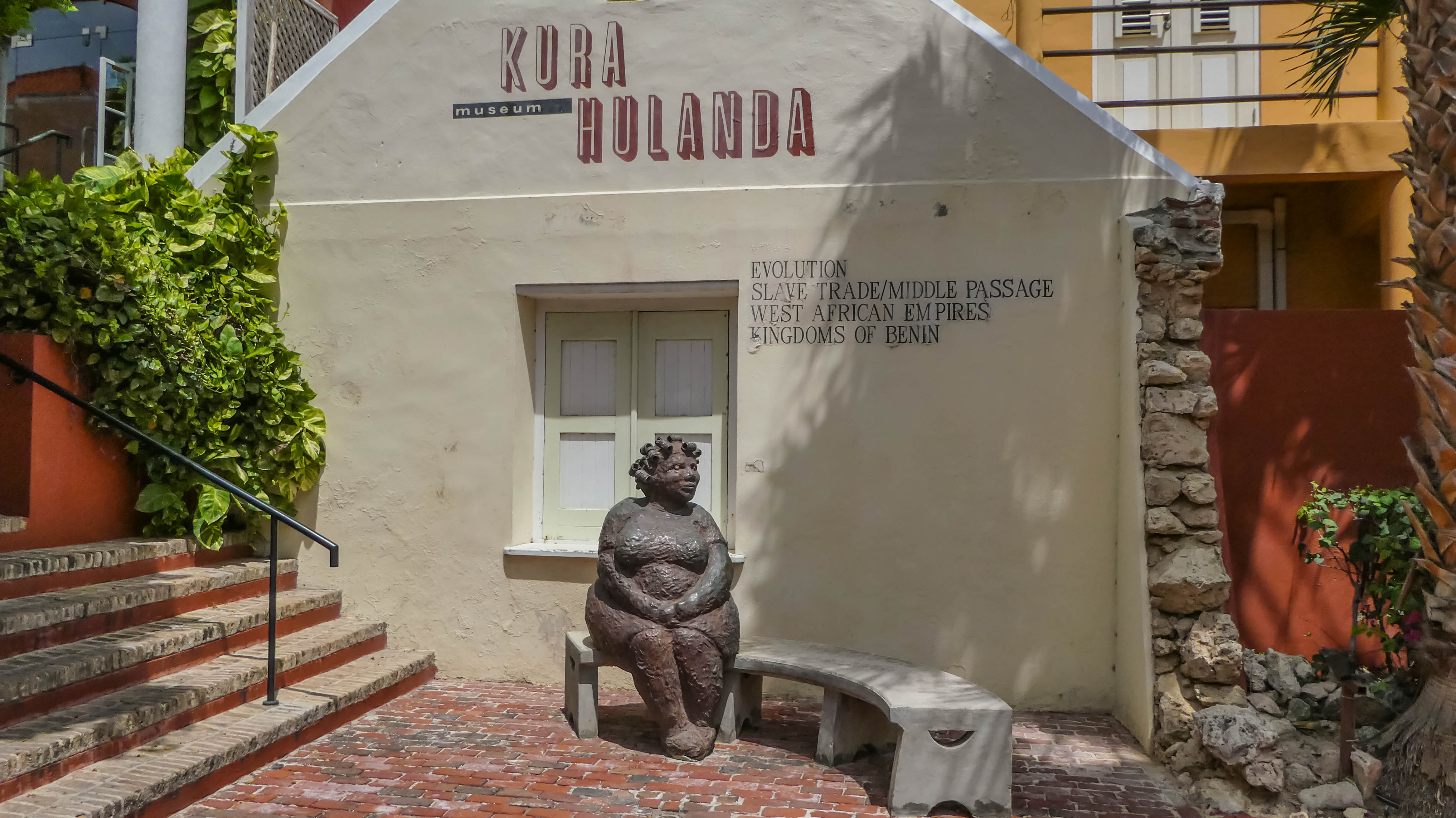
Kura Hulanda Museum

Das Kura Hulanda Museum ist ein 2001 vom niederländischen Unternehmer Jacob Gelt Dekker geschaffenes Museum in Willemstad auf Curaçao, das sich mit der Geschichte der Sklaverei in Westindien befasst.
1997 wurde das Zentrum von Willemstad, die Stadtteile Otrabanda und Punda, zum Weltkulturerbe im Sinne der UNESCO ernannt. Wenig später erwarb der niederländische Unternehmer J.G. Dekker Teile des ärmlichen Otrabanda, restaurierte sie und baute sie in ein Fünfsternehotel um. Dem Hotel Kura Hulanda (Papiamentu: „Holländischer Garten“) angeschlossen ist das gleichnamige Museum, das die Geschichte der Sklaverei in Westindien dokumentiert.